# Optimater
Optimater eller optimates (Latin for "De bedste mænd"; sg. optimas) var en betegnelse, der blev anvendt på politikere, politiske grupper, politiske strategier, traditioner eller ideologier i den sene Romerske Republik (omkring det 1. århundrede f.Kr.). Denne betegnelse stod i kontrast til popularerne (eller populares). Der pågår en debat i de akademiske milijøer om, hvorvidt romerne ville have anerkendt en sådan ideologisk eller politisk opdeling.
Optimaterne havde deres magtbase i Senatet og var derfor bl.a. tilhængere af Senatets fortsatte autoritet. De var indædte modstandere af popularerne.
Optimaterne bestod hovedsageligt af patriciere, men enkelte homines novi (d.e. mænd i hvis familie der ikke tidligere havde været en consul) havde også sympati for dem, heriblandt Marcus Tullius Cicero. De forsøgte at begrænse folketribunernes magt med forskellige tiltag, da dette var popularernes bedste våben imod dem. Desuden modarbejdede de dygtige generaler som bl.a. Gaius Marius, Pompejus og Julius Cæsar.
Optimaterne var under Gaius Marius’ styre de underkuede, men da Sulla blev diktator, kom de for alvor ind i varmen igen. Under Første triumvirat var de sat uden for indflydelse, og de blev praktisk talt udryddet under borgerkrigen mellem Cæsar og Pompejus.
Af de mest centrale optimater kan Cicero, Lucius Cornelius Sulla, Quintus Lutatius Catullus, Cato den Yngre og Marcus Calpurnius Bibulus nævnes. Gnæus Pompejus Magnus sluttede sig også til optimaterne under borgerkrigen, da Cæsar var støttet af popularerne. Ciceros nære ven Titus Pomponius Atticus regnes også blandt optimaterne, selv om han ikke involverede sig direkte i politik.